# Pierre de Jean Olivi
Pour les articles homonymes, voir Olivi.
Pierre de Jean Olivi (en français Pierre de Jean Olieu, en latin Petrus Joannis Olivi), né vers 1248 à Sérignan dans l'Hérault et mort le 14 mars 1298 à Narbonne, est un religieux franciscain et un théologien français du Moyen Âge qui a exercé une influence considérable sur les Franciscains du Languedoc et sur les Béguins qui les entouraient. C'est l’une des figures les plus marquantes, tant de l’histoire intellectuelle occidentale que de l’histoire religieuse du Languedoc dans la deuxième moitié du XIIIe siècle.

## Biographie
Né à Sérignan en 1248 ou 49, entré à l’âge de 12 ans chez les franciscains de Béziers, Pierre de Jean Olivi a étudié à l’Université de Paris dans les années 1267-72, au moment de l’effervescence intellectuelle provoquée par la redécouverte de l’ensemble des œuvres d’Aristote et la présence de Thomas d’Aquin et de Bonaventure de Bagnorea. De retour en Languedoc, Olivi enseigne comme « lecteur » dans différents couvents : il est sans doute à Narbonne en 1277-79. Pendant l'été 1279, il accompagne son ministre provincial Bermond d'Anduze au chapitre général d'Assise au cours duquel Bonagrazia de Bologne est élu ministre général de l'ordre franciscain. Il reste auprès de lui pendant que Bermond participe à la préparation d'une nouvelle explication de la Règle franciscaine, qui donnera lieu à la bulle Exiit qui seminat (14 août 1279). A son retour, il est nommé lecteur au studium général de Montpellier où il enseigne de 1279 à 1283. Après le chapitre général de Strasbourg, en 1282, Bonagrazia de Bologne de passage à Paris en novembre 1282 réunit une commission de sept théologiens de Paris (quatre maîtres, Dreux de Provins, Jean de Galles, Simon de Lens et Arlotto de Prato, et trois bacheliers, dont Richard de Mediavilla) pour examiner les thèses de Pierre de Jean Olivi. C’est là qu’il est atteint par la censure d’une vingtaine de thèses erronées qu’on lui impute : cette condamnation, plus politique que doctrinale, vise d’abord à mettre au pas un esprit trop indépendant, et ruine ses espoirs de carrière universitaire à Paris.
Après avoir été suspendu d’enseignement pendant quatre ans (et sans doute assigné un temps au couvent de Nîmes d'où il rédige une lettre en 1285), il est réhabilité en 1287 et nommé par le ministre général franciscain Matteo d'Acquasparta « lecteur » dans le prestigieux couvent de Florence ; peu après, Dante y a suivi les cours d’un disciple d’Olivi. Le successeur de d'Acquasparta, Raymond Geoffroy, le nomme lecteur à Montpellier en 1289. Il est ensuite transféré de nouveau à Narbonne (sans doute dès 1292), où il enseigne jusqu’à sa mort, le 14 mars 1298.
Si l’on ne sait presque rien de la famille d’Olivi et de son milieu d’origine, l’importance de son ancrage local ne fait aucun doute. C’est dans le contexte d’une région, marquée par le triangle Toulouse, Perpignan, Montpellier, qu’il faut comprendre ce personnage aussi fascinant que complexe. Ce triangle du Languedoc était en effet marqué par la répression du catharisme; une présence importance de la communauté juive, avec notamment l'école rabbinique de Narbonne; et un essor économique et marchand considérable, du prêt commercial à la viticulture . La région était de plus hostile aux Dominicains mais accueillante aux Franciscains.
Bernard Délicieux, qui fut peut-être l’élève d’Olivi, puis son successeur comme lecteur à Narbonne, confronté à un regain de catharisme à Carcassonne, Albi et Castres, s’est opposé à l’inquisition dominicaine, en cherchant à réintégrer dans l’Église, de façon plus souple, les élites locales déviantes. En bas Languedoc, c’est le courant de spiritualité exigeante dans lequel s’inscrit Olivi, qui a sans doute prévenu l’émergence de ce « second catharisme » en fournissant une expression à ces aspirations diffuses. Et, n’eut été la répression sanglante du mouvement qui se réclama de lui, il s’en est fallu de peu qu’il ne devienne l’un des saints les plus intensément vénérés du Languedoc.
De son vivant, Olivi a exercé une influence considérable sur les Franciscains du Languedoc et des groupes de laïcs (les Béguins) qui les entouraient, et suscité des inimitiés tout aussi fortes. Dès l’année qui suivit sa mort, la lecture de ses œuvres était de nouveau interdite (certains frères sont morts en prison pour avoir refusé de rendre ses livres) et l’archevêque de Narbonne, Gilles Aycelin, prit des mesures contre les Béguins.

## Culte d'Olivi
Pourtant, le culte d’Olivi se développait : sa tombe, dans le couvent franciscain de Narbonne attirait en pèlerinage des foules importantes, des miracles s’y produisaient (la fameuse Prous Boneta y reçut une illumination) et le 14 mars était célébré dans toute la région. Grâce à l’intervention du célèbre médecin Arnaud de Villeneuve (qui se rapprocha des béguins de Narbonne après le décès d’Olivi, qu'il n'a sans doute jamais connu) auprès du Pape, un compromis fut trouvé en 1312, les couvents de Narbonne et Béziers étant laissés aux Franciscains « spirituels » qui se réclamaient d’Olivi. Mais en 1317, le Pape Jean XXII intervint plus violemment. Les spirituels étaient cités à Avignon, en dépit d’un appel des consuls de Narbonne qui tentèrent de retarder l’échéance, et quatre d’entre eux furent brûlés à Marseille. Pour mettre fin au culte populaire, les restes d’Olivi furent exhumés en secret, et probablement jetés de nuit dans la Rhône à Avignon, pour empêcher tout culte de ses reliques et l'inquisition s’attaqua aux Béguins (dont la propre nièce d’Olivi qui vivait à Sauvian) qui protégeaient les Spirituels en fuite.

## Œuvre
L’œuvre d’Olivi, actuellement en pleine redécouverte, constitue une contribution de premier ordre à la grande scolastique. Au point de vue philosophique, il s’agit de l’une des premières discussions méthodiques des thèses du dominicain Thomas d’Aquin, qui a abouti à des positions souvent originales. La reformulation Olivienne des questionnements traditionnels de l’école franciscaine a revêtu une importance décisive dans les décennies suivantes, malgré l’interdit pesant sur la lecture de ses œuvres (notamment pour Jean Duns Scot, Guillaume d'Occam, Pierre Auriol, Guillaume Durand de Saint-Pourçain) mais l’on retrouve également certains de ses thèmes spécifiques chez les Jésuites espagnols et jusque chez Descartes. L’un des ressorts paradoxal de sa démarche, vise à défendre la vérité révélée contre les erreurs des philosophes, en attaquant ces derniers sur leur propre terrain, et en réclamant, en ce domaine, une très large liberté d’enquête.
Les deux aspects de son œuvre qui ont suscité la ferveur et les attaques concernent la pauvreté franciscaine et l’interprétation de l’Apocalypse. On a parfois voulu lui attribuer la première formulation de la doctrine de l'infaillibilité pontificale. Ce n'est pas une interprétation juste du sens de ses positions. Olivi a plutôt manifesté une indépendance d'esprit face à la hiérarchie ecclésiastique.

### Doctrine sur la pauvreté et l'économie
Son Traité des contrats, issu de leçons données au couvent franciscain de Narbonne au printemps 1293, qui analyse la moralité des actes marchands en établissant notamment une distinction entre « argent » et « capital », constitue l’ouvrage le plus marquant en ce domaine de tout le Moyen Âge.
Juriste accompli, Olivi soutient que les Franciscains, outre l’abandon de toute propriété, sont liés par leur vœu à un « usage pauvre » des biens dont ils disposent. Il distingue ainsi la propriété du droit d'usage (ou usufruit), distinction capitale de l'ordre franciscain. L' « usage pauvre » visait plus un certain esprit que des prescriptions déterminées, mais la tendance dominicaine des Spirituels l’a interprété de façon plus rigide, et ils se sont battus pour ne posséder, par exemple, ni grenier à provisions, ni manteau supplémentaire pour l’hiver. Il distingue entre biens mobiliers et immobiliers dans ses dix Question sur la perfection évangélique. La IXe question, qui fait de la pauvreté l'idéal chrétien, distingue entre objets nécessaires et superflus . Il analyse ainsi les « choses utilisables » (res utibiles), classées en différents groupes : ainsi, « une chose nécessaire dans l'immédiat, écrit-il, et une chose nécessaire pour l'immédiat diffèrent l'une de l'autre (...) Il est par exemple nécessaire d'ensemencer au moment des semailles en vue de la récolte à venir. Il en est de même en ce qui concerne les vêtements et le logis » . Dans la même question, il déclare:
« L'excès dans l'utilisation des choses doit être évalué en fonction de la diversité des choses utilisables. En effet, il en existe certaines, dont nous avons abondamment et fréquemment besoin, qui peuvent être aisément conservées et qui de fait le sont habituellement, comme par exemple le pain et le vin. Il y en a d'autres dont nous avons fréquemment besoin en quantité modérée, mais qui ne peuvent être conservées aisément et que l'on ne peut obtenir que par leur régénération continuelle comme, par exemple, les produits du potager. Il existe également des choses dont nous n'avons besoin que rarement et en petite quantité, comme l'huile et les céréales. Et puis il y a les choses dont la conservation, plus que celle de beaucoup d'autres, revêt un caractère de richesse, et contraste, même du point de vue des laïcs et selon l'usage commun, avec la privation propre à la pauvreté : il s'agit de la conservation du grain dans les magasins et du vin dans les caves, et non de celle de l'huile et du bois, à moins que l'huile n'équivaille en quantité et en prix au blé et au vin. »
Ainsi, selon Olivi, la valeur d'une chose dépend des besoins de chacun et des circonstances spécifiques, ainsi que « du nombre de personnes qui usent d'une chose déterminée », explique Giacomo Todeschini, qui cite ce dernier : « ce qui, pour une ou deux personnes a l'apparence de la richesse, relève davantage de l'indigence lorsque trente hommes, ou cent, doivent en user. » Il distingue les choses qu'il faut consommer de manière continuelle, comme les aliments, et celles qui se caractérisent par un usage constant, tels les vêtements et les habitations: 
« Il est permis [aux Franciscains] d'avoir un usage constant de ce type de choses aussi longtemps qu'elles durent à condition qu'elles n'excèdent pas leurs besoins réels. »
Dans son traité de l'économie marchande, il formulera une conception approfondie de l'argent, en distinguant son usage de sa propriété . Dans sa IXe question sur la perfection évangélique, ainsi que dans son commentaire des Actes des Apôtres, il compare l'argent aux « multiples choses qui, sur la terre comme au ciel, ne sont la propriété de quiconque », à l'instar des dons pécuniaires reçus par le Christ qui le redistribuait aussitôt parmi les pauvres, le métamorphosant ainsi en quelque chose de comparable, dit Olivi, « aux poissons de la mer et aux oiseaux du ciel » . Ainsi, quant l'argent est remis en circulation, au lieu d'être thésaurisé comme le fait l'avare ou l'usurier, il n'est plus la propriété d'un individu, seul son usage, afin de satisfaire des besoins subjectifs et variables, étant important . C'est ainsi qu'il en viendra à légitimer le commerce et les actes marchands, dans la mesure où au lieu de se contenter de l'accumuler, le marchand agit comme intermédiaire du marché afin de satisfaire les besoins des uns et des autres, devenant ainsi un spécialiste de l'évaluation de la valeur subjective des biens .

### Doctrine sur l'Apocalypse
Sur le second point, s’inspirant de Joachim de Flore, Olivi est l’un des premiers à envisager, après un premier combat contre l’Antéchrist, une période de paix et de compréhension spirituelle de 600 ans. Certain de ce schéma d’ensemble et des persécutions et tentations qu’auraient à surmonter les Franciscains, Olivi s’est retenu d’identifier avec précision les événements contemporains, et a maintenu comme principes l’obéissance au Pape et l’unité de l’ordre franciscain. Au contraire, les spirituels ont vu la main de l’Antéchrist chez leurs adversaires, et ont tragiquement interprété les persécutions qu’ils subissaient comme signe de leur élection.
Isaac de Larrey, historiographe des États généraux, après avoir pris connaissance du dossier de censure de la Lectura super Apocalypsim, considère qu'Olivi est doté d’un « esprit prophétique » : c’est « un Prophète qui prêche hautement la restauration de l’Évangile. »

### Colloque de 1998
Le colloque organisé à Narbonne en 1998 par Alain Boureau et Sylvain Piron, à la date précise du septième centenaire de sa mort, se proposait d’examiner l’ensemble des aspects de son œuvre, et du surprenant accueil populaire qui lui a été réservé, et de chercher à en saisir la cohérence. Plus que d’une simple célébration, il s’agissait de faire le point sur les travaux en cours et de coordonner une recherche foisonnante, autour d’un personnage dont l’importance et l’originalité ne cessent de s’affirmer.

## Editions de textes et traductions

### Traités et questions disputées
- Quaestiones in secundum librum Sententiarum, Bernhard Jansen (ed.). Quaracchi, Collegium S. Bonaventurae. 3 vols, 1922-1926 [= Summa Quaestionum, II].
- Quaestio de angelicis influentiis, Ferdinand Delorme (ed.), in Bonaventura. Collationes in Hexaemeron et bonaventuriana quaedam selecta. Quaracchi, 1934, p. 363–412.
- De perlegendis philosophorum libris, Ferdinand Delorme (ed.). Antonianum 16, 1941, p. 31-44.
- Quid ponat ius vel dominium, Ferdinand Delorme (ed.). Antonianum 20, 1945, 309-330 ; édition révisée, S. Piron, Oliviana, 5, 2016 [en ligne] http://journals.openedition.org/oliviana/882
- Quaestiones quatuor de Domina. Dionisio Pacetti (ed.). Quaracchi, Collegium S. Bonaventurae, 1954.
- Quaestiones de incarnatione et redemptione. Quaestiones de virtutibus, Aquilino Emmen, Ernst Stadter (ed.). Grottaferrata, Collegium San Bonaventurae, 1981.
- Question sur l'indulgence de la Portioncule, Pierre Péano, Archivum Franciscanum Historicum. 74 (1981): 64-76.
- Quaestiones logicales, Stephen Brown (ed.). Traditio 42 (1986): 337-388.
- Quodlibeta quinque, Stefano Defraia (ed.). Grottaferrata, Frati editori di Quaracchi, 2002.
- Quaestiones de novissimis ex Summa super IV sententiarum, Pietro Maranesi (ed.). Grottaferrata: Editiones Collegii S. Bonaventurae, 2004.
- Quaestio de locutionibus angelorum, Sylvain Piron (ed.). Oliviana, 1, 2003 [en ligne] https://journals.openedition.org/oliviana/27.
- Tractatus de contractibus, in S. Piron (ed., trad.) Traité des contrats. Paris, Les Belles-Lettres, 2012.
- Tractatus de Missa, S. Piron (ed.), Oliviana, 5, 2016 [en ligne] http://journals.openedition.org/oliviana/817 ; version vernaculaire, M. Lodone (ed.), http://journals.openedition.org/oliviana/1089
- Quaestio de divino velle et scire, Quaestio de ideis, S. Piron (ed.), Oliviana, 6, 2020 [en ligne] http://journals.openedition.org/oliviana/977

### Commentaires bibliques
- Lectura super Lamentationum Ieremie, in Marco Bartoli. La Caduta di Gerusalemme. Il commento al Libro delle Lamentazioni di Pietro di Giovanni Olivi. Roma, ISIME, 1991.
- Gedeon Gal, David Flood (ed.). Peter of John Olivi on the Bible. Principia quinque in Sacram Scripturam. Postilla in Isaiam et in I ad Corinthios, St Bonaventure (N. Y.), Franciscan Institute Publications, 1997.
- Johannes Schlageter (ed.). Expositio in Canticum Canticorum, Grottaferrata, Frati editori di Quaracchi, 1999.
- David Flood (ed.). Peter of John Olivi on the Acts of the Apostles. St Bonaventure (N. Y.), Franciscan Institute Publications, 2001.
- Johannes Schlageter (ed.). Lectura super Proverbia, Lectura super Ecclesiasten. Grottaferrata, Frati editori di Quaracchi, 2003.
- David Flood (ed.). Peter of John Olivi on Genesis. St Bonaventure (N. Y.), Franciscan Institute Publications, 2006.
- Alain Boureau (ed.). Lecturae super Pauli Epistolas,, Brepols (Corpus Christianorum Continuatio Mediaevalis, 233), 2010.
- Fortunato Iozzelli (ed.). Lectura Super Lucam et Lectura Super Marcum, Grottaferrata, Frati Editori di Quaracchi-Fondazione Collegio San Bonaventura, 2010.
- Sylvain Piron (ed.). Lectura super Mattheum, prologus, Oliviana 4 (2012) [en ligne] https://journals.openedition.org/oliviana/498
- Warren Lewis (ed.), Lectura super Apocalypsim, Saint Bonaventure (NY), Franciscan Institute Publications, 2015.
- Alain Boureau (ed.), Lectura super Iob, Brepols (Corpus Christianorum Continuatio Mediaevalis, 275), 2015.

### Questions sur la perfection évangélique
- QQPE 1-4 : Aquilinus Emmen, Feliciano Simoncioli. "La dottrina dell'Olivi sulla contemplazione, la vita attiva e mista". Studi Francescani. 60 (1963) : 382-445; 61 (1964): 108-167.
- QPE 5 : Aquilinus Emmen, "La dottrina dell'Olivi sul valore religioso dei voti". Studi Francescani. 63 (1966): 88-108.
- QPE 6 : Aquilinus Emmen. "Verginità e matrimonio nella valutazione dell'Olivi". Studi Francescani, 64 (1967): 11-57.
- QPE 7 : Sylvain Piron. "The Last unpublished question of Olivi on evangelical perfection. Concerning suspicious encounters with women (QPE 7)", dans Michael Cusato, Dabney Park (dir.). Poverty, Eschatology and the Medieval Church. Studies in honor of David Burr. Leiden, Brill, 2023, p. 218-248.
- QPE 8 : Johannes Schlageter. Das Heil der Armen und das Verderben der Reichen. Petrus Johannis Olivi, OFM, Die Frage nach der höchsten Armut. Werl i. Westaphalen, Coelde, 1989.
- QPE 9 : David Burr. De usu paupere. The quaestio and the Tractatus, Firenze-Perth, Leo S. Olschki-University of Western Australia Press, 1992.
- QPE 10/15 : David Flood. "Peter Olivi Quaestio de mendicitate, critical édition". Archivum Franciscanum Historicum. 87 (1994): 299-347.
- QPE 11 : Quaestio de obedientia, in Gedeon Gal, David Flood (ed.). Peter of John Olivi on the Bible. Principia
- QPE 12 : Michele Maccarone. "Una questione inedita dell'Olivi sull'infallibilità del Papa". Rivista della Chiesa in Italia. 3 (1949): 309-343.
- QPE 13 : Livarius Oliger. "Petri Iohannis Olivi de renuntiatione papae Coelestini V quaestio et epistola". Archivum Franciscanum Historicum. 11 (1918): 340-366.
- QPE 14 : Marco Bartoli. Quaestiones de Romano pontifice. Grottaferrata, Frati editori di Quaracchi, 2002.
- QPE 16 : David Burr, David Flood. "Peter Olivi: On property and revenue". Franciscan Studies. 40 (1980): 18-58.
- QPE 17 : Ferdinand Delorme. "Fr. P. J. Olivi questio de voto regulam aliquam profitentis". Antonianum. 16 (1941): 131-164.

### Textes apologétiques
- Damase Laberge. "Fr. Petri Iohannis Olivi, O.F.M., tria scripta sui ipsius apologetica annorum 1283 et 1285", Archivum Franciscanum Historicum. 28 (1935): 115-155, 374-407, 29 (1936): 98-141, 365-395
- Epistola ad fratrem R.. S. Piron, Elsa Marmursztejn, Cynthia Kilmer (ed.). Archivum Franciscanum Historicum. 91 (1998): 33-64.

### Opuscules spirituels
- Modus quomodo quilibet postest referre gratias Deo de beneficiis ab eo receptis, Miles armatus, Informatio Petri Iohannis, Remedia contra temptationes spirituales dans Raoul Manselli. Spirituali e beghini in Provenza. Roma, ISIME, 1959, p. 274–290.
- Antonio Montefusco. "L’opuscolo Miles armatus di Pierre de Jean Olieu. Edizione critica e commento". Studi Francescani. 108 (2011): 50-171.

### Traductions
- Scritti scelti, a cura di Paolo Vian, Rome, Città Nuova, 1989.
- Quatre opuscules ascétiques de Pierre Déjean-Olieu : "Manière dont chacun peut rendre grâces à Dieu des bienfaits qu'il a reçus de lui", "Instruction de Pierre Déjean", "Remède contre les tentations spirituelles", "Le chevalier armé", trad. Jean Duvernoy (Raoul Manselli, Spirituels et Béguins du Midi, Toulouse, Privat, 1989, p. 239-256).
- « Pierre de Jean Olivi : les idées comme vérification de la liberté divine », trad. S. Piron, dans Sur la science divine, O. Boulnois et J.C. Bardout (dir.), Paris, PUF, 2002, p. 204-225.
- La Matière, textes choisis, trad. T. Suarez-Nani, C. König-Pralong, O. Ribordy et A. Robiglio, Paris, Vrin (Translatio), 2009 (bilingue).
- Traité des démons, Summa II, Questions 40-48, trad. Alain Boureau, Les Belles Lettres, Bibliothèque scolastique, 2011 (bilingue).
- Traité des contrats, éd. et trad. Sylvain Piron, Les Belles Lettres, Bibliothèque scolastique, 2012 (bilingue).
- Quelle réalité construit le droit ou le pouvoir? (Quid ponat ius), trad. S. Piron, OIiviana, 5, 2016 : https://journals.openedition.org/oliviana/817.
- Questions sur la foi, trad. Nicolas Faucher, Paris, Vrin (Translatio), 2021.